# Xã Xenia, Quận Greene, Ohio
Xã Xenia (tiếng Anh: Xenia Township) là một xã thuộc quận Greene, tiểu bang Ohio, Hoa Kỳ. Năm 2010, dân số của xã này là 6.537 người.